# Platycnemis
Platycnemis är ett släkte i insektsordningen trollsländor som tillhör familjen fjäderflicksländor. Ett tydligt kännetecken för släktet är att skenbenen är utplattade och försedda med fina hår. Det finns minst 40 kända arter i världen. I Sverige representeras släktet bara av en art, men söderut i Europa finns också Platnycnemis latipes och Platycnemis acutipennis. 

## Arter (urval)
- Platycnemis acutipennis
- Platycnemis agrioides
- Platycnemis latipes
- Platycnemis nyansana
- Platycnemis pennipes